# Mensajes de advertencia en los envases de bebidas alcohólicas

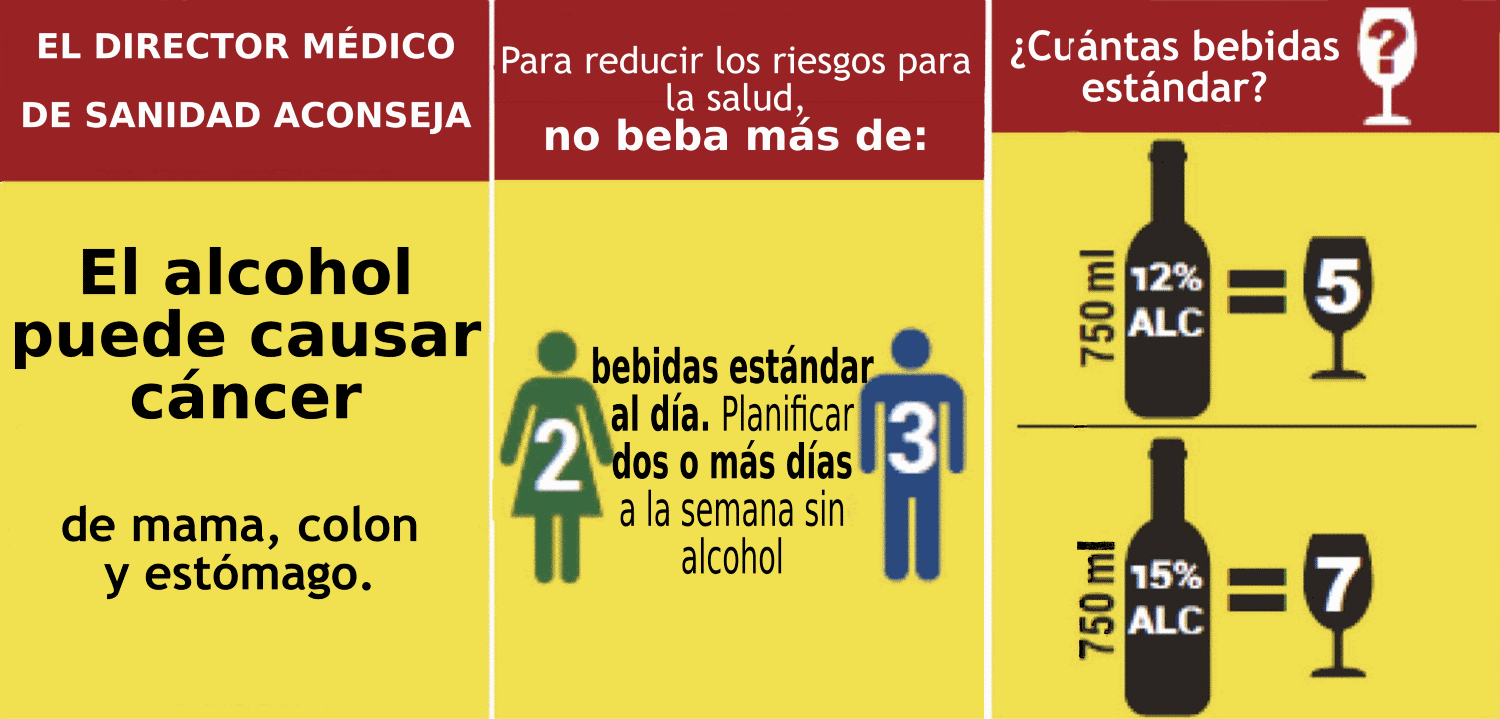
Una etiqueta de advertencia aplicada a los envases de alcohol en el Yukón, Canadá.

Los mensajes de advertencia en los envases de bebidas alcohólicas (alcohol warning labels, AWL) son mensajes de advertencia que aparecen en los envases de bebidas alcohólicas en relación con sus efectos sobre la salud. Se han implantado en un esfuerzo por concienciar al público de los efectos nocivos del consumo de bebidas alcohólicas, especialmente en lo que respecta al síndrome alcohólico fetal y a las propiedades cancerígenas del alcohol. En general, las advertencias utilizadas en los distintos países tratan de enfatizar los mismos mensajes. Este tipo de advertencias se exigen en la publicidad del alcohol desde hace muchos años, aunque el contenido de las mismas difiere según el país.
Un informe de la Organización Mundial de la Salud, publicado en 2017, afirmaba:

El etiquetado de los productos alcohólicos podría considerarse un componente de una estrategia global de salud pública para reducir los daños relacionados con el alcohol. La adición de etiquetas sanitarias a los envases de alcohol es un primer paso importante para aumentar la concienciación y tiene una utilidad a más largo plazo para ayudar a establecer una comprensión social del uso nocivo del alcohol.

Un estudio de 2014 en BMC Public Health concluyó que "las declaraciones de advertencia sobre el cáncer en las bebidas alcohólicas constituyen un medio potencial para aumentar la concienciación sobre la relación entre el consumo de alcohol y el riesgo de cáncer".
En muchos países, los envases de bebidas alcohólicas no están obligados a tener la información sobre el contenido energético y nutricional que se exige a todos los demás alimentos y bebidas, a partir de 2018.

## Historia
Tras el éxito de los mensajes de advertencia sobre el empaquetado del tabaco, cada vez son más las voces que abogan por la introducción de etiquetas de advertencia en las bebidas alcohólicas. La adición de etiquetas de advertencia en las bebidas alcohólicas cuenta históricamente con el apoyo de organizaciones del movimiento antialcohólico, como la Woman's Christian Temperance Union, así como de organizaciones médicas, como la Irish Cancer Society. El impulso para añadir mensajes de advertencia en los envases de bebidas alcohólicas "refleja una base de pruebas cada vez mayor sobre la relación entre el consumo de alcohol y una serie de problemas de salud, como el cáncer, la diabetes, las enfermedades cardiovasculares, el sobrepeso y la obesidad, las enfermedades hepáticas, las anomalías fetales, los trastornos cognitivos, los problemas de salud mental y las lesiones accidentales". Incluso el consumo ligero y moderado de alcohol aumenta el riesgo de cáncer en las personas. Desde 2014, las etiquetas de advertencia sobre el alcohol son obligatorias en muchos países, como Brasil, Colombia, Costa Rica, Francia, Guatemala, México, Rusia, Sudáfrica, Taiwán, Tailandia y Estados Unidos. La publicidad moderna del alcohol promociona intensamente las bebidas alcohólicas "como si no fuera una sustancia tóxica". La industria del alcohol ha intentado engañar activamente al público sobre el riesgo de cáncer debido al consumo de alcohol, además de hacer campaña para eliminar las leyes que exigen que las bebidas alcohólicas lleven etiquetas de advertencia sobre el cáncer.

### Advertencias sobre el cáncer
La Organización Mundial de la Salud declaró el alcohol carcinógeno de clase I en 1990. A pesar de las inequívocas pruebas científicas, en 2020 sólo Corea del Sur contaba con AWL que advertían de la relación. La industria del alcohol ha ejercido una fuerte presión contra cualquier medida que pudiera conducir a una mayor concienciación pública sobre la relación entre el alcohol y el cáncer. Esto incluye impedir, retrasar y debilitar la legislación AWL.

## Métodos de cabildeo
Los productores de alcohol se oponen firmemente a las etiquetas de advertencia que dicen que el alcohol provoca cáncer. Se oponen más a las advertencias más gráficas y a las que deben figurar en un lugar destacado de la botella; si pueden elegir, ocultan las advertencias de la forma menos visible posible. En general, los grupos de presión no se oponen a la legislación que exige advertencias sobre la conducción bajo los efectos del alcohol, el consumo de alcohol por menores o el síndrome alcohólico fetal.
La industria a veces ha argumentado que la integración de advertencias en la etiqueta principal es demasiado costosa y debería prohibirse. Prefieren las etiquetas adhesivas complementarias, con la ubicación a elección de los fabricantes, para que no interfieran con la etiqueta principal ni la desvirtúen. Luego eligen la ubicación más discreta. Los gobiernos se han opuesto a esto.

## Contramedidas en los acuerdos comerciales
La industria del alcohol también ha recurrido al comercio internacional y a la legislación sobre inversiones para frenar la implantación de las etiquetas de advertencia, introduciendo disposiciones en los acuerdos internacionales que prohíben algunos tipos de etiquetas de advertencia. Esto les permite amenazar con litigios en virtud de estos acuerdos internacionales, creando efectos paralizantes. Incluso si sus casos son desestimados, litigar en foros nacionales, internacionales y supranacionales retrasa la acción y la hace mucho más costosa. En 2010, la legislación tailandesa que exigía etiquetas de advertencia sobre el alcohol fue bloqueada en la Organización Mundial del Comercio (OMC): los países exportadores de alcohol, incluidos Australia, la Unión Europea, Nueva Zelanda y Estados Unidos, argumentaron que un mandato de etiquetado era una "barrera técnica al comercio". Desde entonces, ha habido una oposición similar en la OMC a las etiquetas de advertencia propuestas por Kenia, India, Irlanda, Israel, Corea, México, Sudáfrica y Turquía.
Estas tácticas han sido utilizadas anteriormente por la industria del tabaco para oponerse a las etiquetas de advertencia del tabaco y los requisitos de empaquetado neutro . La industria tabacalera ha perdido algunos juicios, pero Australia tuvo que pelear litigios ante el más alto tribunal australiano, y ante la Organización Mundial del Comercio, y ante un tribunal internacional. Uruguay, que se enfrenta a litigios de empresas más ricas que él, solo pudo luchar contra las demandas de la industria y persistir en su legistación de etiquetado de advertencia gracias a la financiación benéfica de la Fundación Bloomberg. Una demanda judicial bloqueó la introducción de etiquetas de advertencia gráficas en EE. UU. en 2013, tras una sentencia del Tribunal de Apelaciones del circuito de DC. A partir de 2023, Estados Unidos solo dispondrá de las pequeñas advertencias de texto en blanco y negro exigidas por la Ley de Etiquetado de Bebidas Alcohólicas de 1988. Estas no reflejan la investigación médica realizada desde 1988.

## Por país

### Australia
En Australia, "los fabricantes de bebidas alcohólicas deben etiquetar sus productos con etiquetas de advertencia relativas a los riesgos de beber durante el embarazo", a partir de 2019

### Canadá
En 2017, en una licorería de Yellowknife se añadieron etiquetas con la advertencia "El alcohol puede causar cáncer" a los productos alcohólicos, junto a las advertencias existentes obligatorias a nivel federal en 1991 (sobre beber estando embarazada o conducir ebrio). Las etiquetas se añadieron en el marco del estudio sobre etiquetas de bebidas alcohólicas en los Territorios del Norte, cuya duración prevista era de ocho meses. Los grupos de presión de la industria del alcohol detuvieron el estudio a las pocas semanas y amenazaron con demandar al gobierno de Yukón. Spirits Canada, Beer Canada y la Canadian Vintners Association alegaron que el gobierno de Yukón no tenía autoridad legislativa para añadir las etiquetas y que sería responsable de difamación, daños y perjuicios por pérdida de ventas e infracción de la marca registrada y los derechos de autor de los envases, porque las etiquetas se habían añadido sin su consentimiento.

### Irlanda
Con el respaldo de la Sociedad Irlandesa del Cáncer, el gobierno de Irlanda colocará etiquetas de advertencia en las bebidas alcohólicas con respecto a las propiedades cancerígenas del alcohol.

### Tailandia
Las bebidas alcohólicas no pueden anunciarse de manera que, directa o indirectamente, reivindiquen beneficios o promuevan su consumo, y no pueden mostrar el producto o su envase. Además, todos los anuncios deben ir acompañados de uno de los cinco mensajes de advertencia predefinidos, con una duración mínima de dos segundos en los anuncios de vídeo o que ocupen al menos el 25% de la superficie del anuncio en los medios impresos.

### Estados Unidos
Desde 1989, en Estados Unidos, las etiquetas de advertencia de las bebidas alcohólicas deben advertir "de los riesgos de beber y conducir, manejar maquinaria, beber estando embarazada y otros riesgos generales para la salud".
Desde 2014, el mensaje de advertencia de alcohol actual dice lo siguiente:

ADVERTENCIA DEL GOBIERNO:
(1) Según el Surgeon General, las mujeres no deben tomar bebidas alcohólicas durante el embarazo debido al riesgo de defectos de nacimiento.
(2) El consumo de bebidas alcohólicas deteriora su capacidad para conducir un coche o manejar maquinaria, y puede causar problemas de salud.